# Belfort van Arras
Het Belfort van Arras is de klokkentoren van het stadhuis van Arras (Atrecht). Het belfort staat op de Place des Héros (heldenplein). Het stadhuis en het 75 meter hoge belfort dateren uit de 16e eeuw. Na de Eerste Wereldoorlog werd het bouwwerk grotendeels herbouwd. In 1932 was de herbouw klaar.

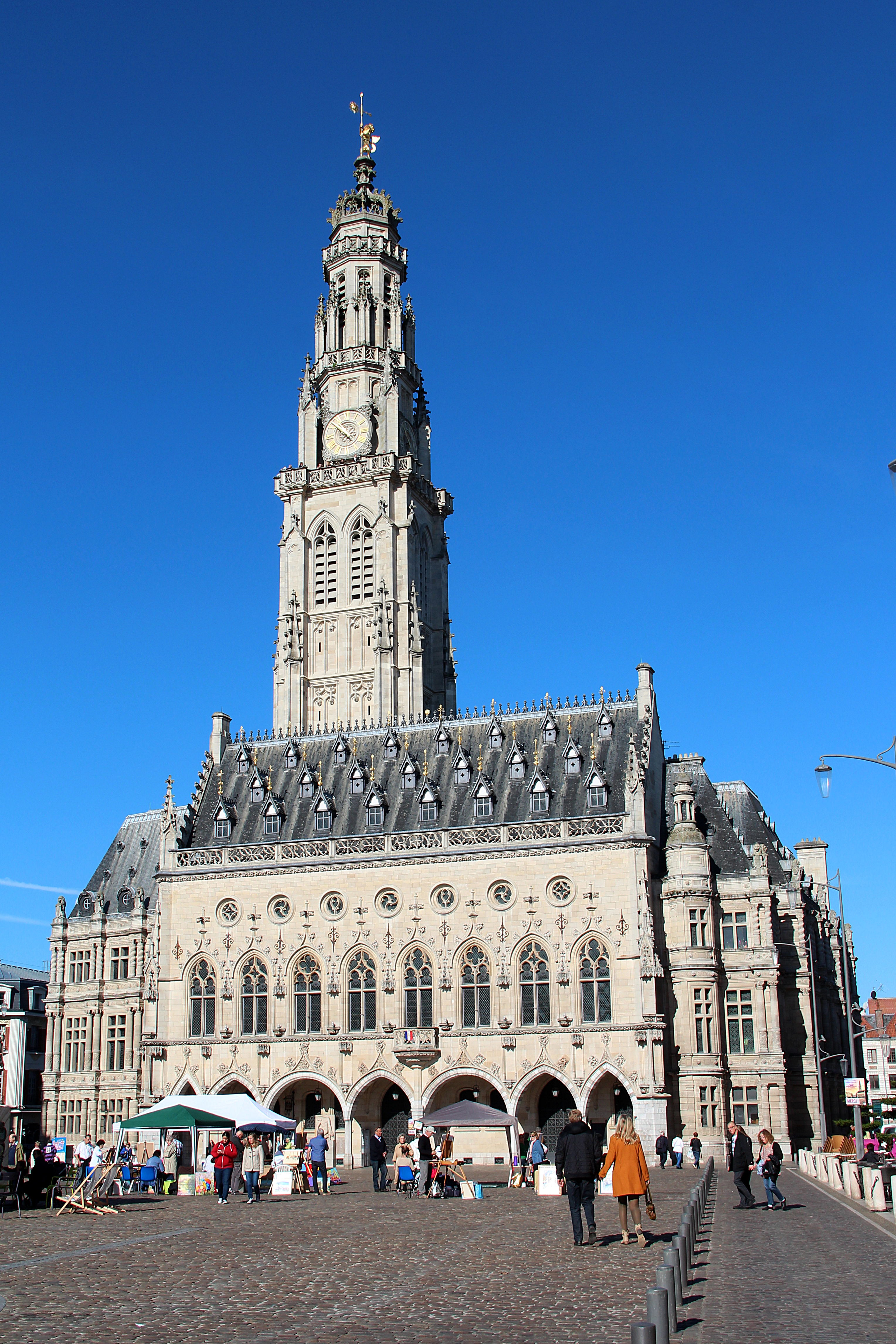
Het belfort en het stadhuis van Arras

Het belfort maakt deel uit van de Werelderfgoedlijst Belforten in België en Frankrijk.